# Luc Chessex
Luc Chessex (* 10. August 1936 in Lausanne) ist ein Schweizer Fotograf, der unter anderem durch seine Fotografien während seiner Zeit in Kuba berühmt wurde.

## Leben
Luc Chessex kam am 10. August 1936 in Lausanne in der französischsprachigen Schweiz zur Welt und erlebte dort seine Kindheit. Er besuchte von 1956 bis 1958 in Vevey die École de photographie. Nach der Schule arbeitete Chessex zuerst in einem Kodak-Geschäft, bei dem er für die Entwicklung von Fotos zuständig war und als freischaffender Fotograf.
Angesichts des politischen Wandels in Kuba wanderte er im Alter von 25 Jahren im Jahr 1960 in den neu geschaffenen sozialistischen Staat aus, wo er die Revolution mit seinen Fotografien unterstützen wollte. Dort arbeitete er zuerst von 1961 bis 1968 als offizieller Fotograf der Revolution im Kultusministerium, unter anderem als Fotograf von Che Guevara, dessen Fotos von ihm um die Welt gingen. Danach war er für vier Jahre bei der kubanischen Presseagentur Prensa Latina angestellt und reiste in dieser Funktion unter anderem nach Südamerika.
Nach dieser Zeit in Kuba kehrte er 1975, bei Fidel Castro in Ungnade gefallen, nach Lausanne zurück, wo er als freischaffender Fotograf aktiv wurde. Er war damals nach eigenen Angaben zuerst geschockt von der Anonymität seines Heimatlandes, nachdem er zuvor jahrelang in einem viel kommunikationsfreudigeren Land lebte. Von 1978 bis 1980 folgte er dem Roten Kreuz auf seinen Missionen in Afrika. Von 1981 bis 1989 war er neben weiteren Arbeiten auch als Lehrer tätig an der Fotoschule in Yverdon, an der Universität Genf, an der Ecole sociale et pédagogique sowie an der Kunstschule in Lausanne. Seither reist er rund um die Welt und macht Fotografien in verschiedensten Ländern. Im Jahr 2006, nach über 30 Jahren, betrat Chessex anlässlich der Eröffnung einer Ausstellung in der Fototeca de Cuba erstmals wieder Kuba und schliesst auch eine Rückreise in das Land nicht vollständig aus.

## Einzelausstellungen
- «Los cubanos» im Casa de las Américas, Havanna 1965.
- «Quand il n'y a plus d'Eldorado», Ausstellungen in Lausanne, Genf, Caracas und London, 1977.
- «Une autre Afrique», Wanderausstellung für das Rote Kreuz, 1980.
- «Swiss Life», Ausstellungen in Lausanne, Zürich und Paris, 1987.
- «El Público» im Foto Forum, Luzern 1988.
- «Monsieur le rédacteur» im Musée de l'Elysée, Lausanne 1989.
- «Suisse chérie» in der Galerie Focale, Nyon 1989.
- «Mort d'un cimetière» in der Galerie d'Art, Lausanne 1989.
- «For Hiroshima» in der Galerie Focale, Nyon 1995.
- «América latina 1961–1976», Ausstellungen in Mexiko-Stadt, Quito, La Paz, Montevideo und São Paulo, 1996.
- «Etre comme les autres» im Forum de l'Hôtel de Ville, Lausanne 1996.
- «Children of the World» in der Leigh University Galleries, Bethlehem 1997.
- «Lausanne côté jardins», Forum de l'Hôtel de Ville, Lausanne 1997.
- «Mémoire des jardins» im Musée des arts décoratifs, Lausanne 1998.
- «Around the World», Ausstellungen in Lausanne, Zagreb, Bordeaux und München, 1999.
- «Cuba - Le temps des promesses», Ausstellungen in Genf und Vevey, 2000.
- «Arts de vivre» im Espace Arlaud, Lausanne 2000.
- «Des journées entières sur le lac» im Musée du Léman, Nyon 2002.
- «Jardines de Lausanne», Ausstellungen in Huesca und Lanzarote, 2003.
- «Vidy et ailleurs...» im Espace Arlaud, Lausanne 2003.
- «Cuba» im Musée suisse de l'appareil photographique, Vevey 2003.

## Auszeichnungen
- 1991: Grand Prix vaudois des arts, par la Fondation vaudoise pour la promotion et la création artistique